# Албански владения
Средновековни албански владения е историко-политически термин обозначаващ самостоятелно управляваните от властели територии в днешна Албания, Епир и части от Косово, обособили се по време, и просъществували след разпадане на Душановото царство през 1371 г.
Първият известен от историята владетел на земи в днешна Албания е Прогон, за който споменава Ана Комнина в „Алексиадата“, като управител на Арбан.  Прогон е архонт на Круя. Синът на Прогон – Димитри е в династичен брак и съюз с крал Стефан Първовенчани, вземайки за съпруга дъщеря му Комнина Неманя.
През 1444 г. албанските владения се обединяват в Лешка лига с цел противодействие на османското завоевание на албанските земи, завършило с превземането на крепостта Круя през 1479 г. Предходно, през 1478 г. венецианският адмирал Томазо Малипиеро е натоварен от дожа на републиката на Свети Марко да иска мир, пристигайки в края на пролетта за мирни преговори от Шкодра в Кюстендил, където се намира лагера на османския владетел Мехмед II с дивана в състав от тримата везири.

## Албански владения
1. Валонско княжество – (1346 – 1417);
2. Деспотат Ангелокастрон и Лепанто – (1358 – 1374);
3. Деспотат Арта с център Арта – (1358 – 1416);
4. Княжество Зенебищи с център Гирокастро – (1386 – 1434);

### Образували Лешка лига (1444–1479)
1. Княжество Музаки с център Берат – (1335 – 1444);
2. Княжество Кастриоти с център Круя – (1389 – 1444);
3. Княжество Дукагини, обхващащо територии в Северна Албания и Метохия – (1387 – 1444);
4. Княжество Албания с център Драч – (1368 – 1444);
5. Княжество Арианити, обхващащо територии около Берат – (1432 – 1444);